# 19120 Дороніна
19120 Дороніна  (19120 Doronina) — астероїд головного поясу, відкритий 6 серпня 1983 року.
Тіссеранів параметр щодо Юпітера — 3,385.